# Rudgea conocarpa
Rudgea conocarpa är en måreväxtart som beskrevs av Johannes Müller Argoviensis. Rudgea conocarpa ingår i släktet Rudgea och familjen måreväxter. Inga underarter finns listade i Catalogue of Life.